# SN 185
SN 185 var en supernova som flammade upp 185 e. Kr. i riktning mot Alfa Centauri i gränsområdet mellan Cirkelpassarens och Kentaurens stjärnbilder. Den har senare förknippats med stjärnan RCW 86, som betraktas som rester efter supernovan.

## Historiska källor
Kinesiska astronomer observerade ”gäststjärnan”, (ke xing 客星), vilket finns dokumenterat i Hou Hanshu, och den kan också ha beskrivits av romerska historieskrivare
Supernovan förblev synlig på natthimlen i mer än åtta månader. Förmodligen är SN 185 den tidigast dokumenterade supernovan.

## Nutida rön
RCW 86 bedöms vara supernovaresten från utbrottet 185 e. Kr. Den har vid det här laget fått en skenbar storlek på himlen av 45 bågminuter, det vill säga större än fullmånens skenbara storlek (29 – 34 bågminuter). Avståndet till RCW 86 har beräknats till 9 100 ljusår.
Röntgenobservationer 2006 har gett en god uppfattning om sambandet mellan supernovan och RCW 86.
Nya tolkningar av de kinesiska astronomernas observationer av gäststjärnan har lett till nya tolkningar kring händelsen. Det finns därför teorier att det alls inte var frågan om ett supernovautbrott utan om en starkt lysande – och ovanligt långsam – komet.
Chandra-observatoriets observationer i röntgenspektrat pekar dock på en trolig supernova av typ Ia, och därmed snarlik Tycho Brahes supernova 1572 (SN 1572).